# Mansión de Aumeisteri
La Mansión de Aumeisteri (en letón: Aumeisteru muižas pils; en alemán: Hofmeistershof), también llamada Mansión de Cirgaļi (en alemán: Serbigal), es una casa señorial construida por el Barón Johann von Wulf en la región histórica de Vidzeme, en el norte de Letonia, después de 1750 y reconstruida en 1793.